# NGC 1759
NGC 1759 é uma galáxia elíptica (E) localizada na direcção da constelação de Caelum. Possui uma declinação de -38° 40' 25" e uma ascensão recta de 5 horas, 00 minutos e 49,0 segundos.
A galáxia NGC 1759 foi descoberta em 28 de Novembro de 1837 por John Herschel.